# Anne Heggtveit

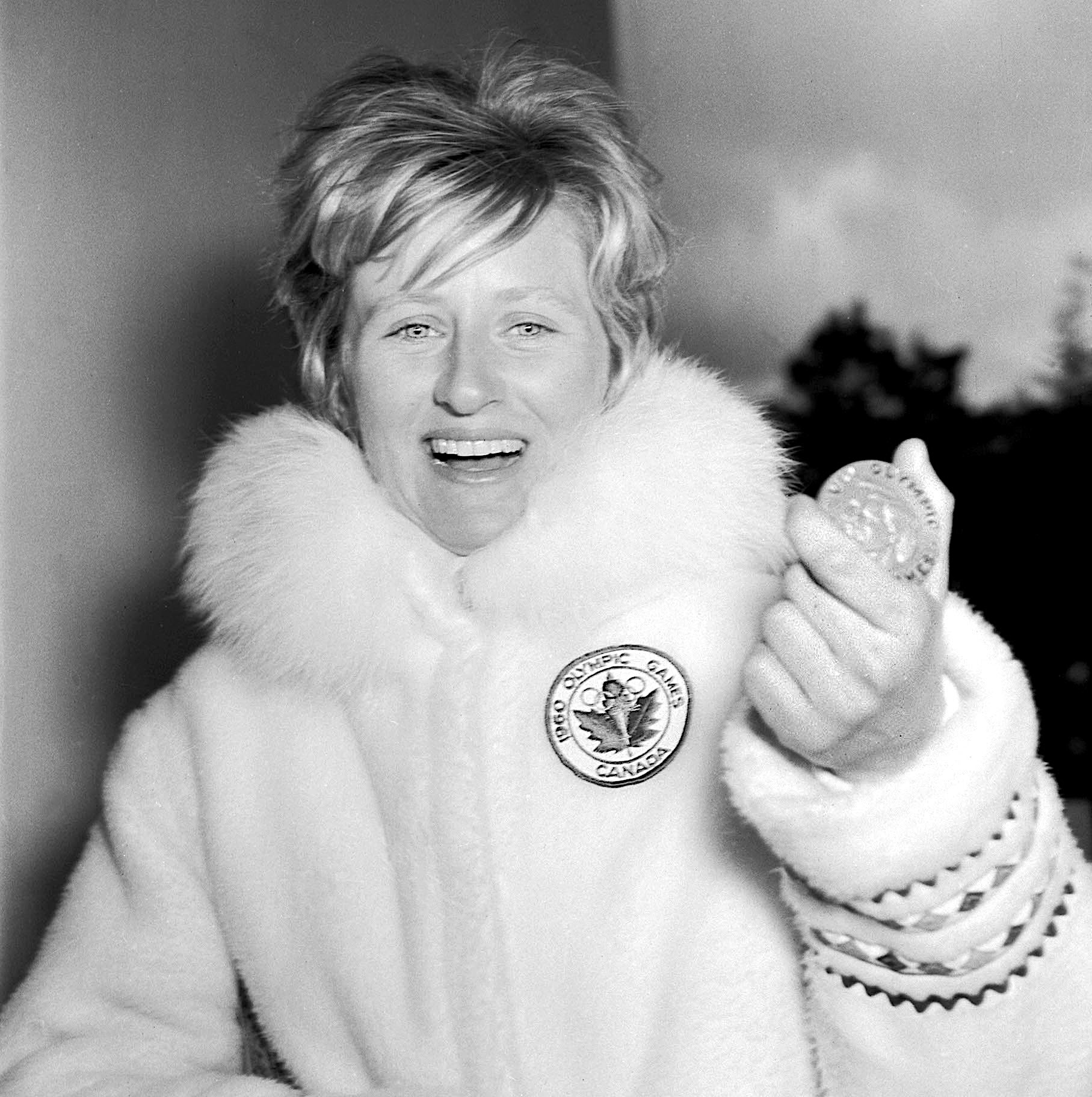
Ann Heggtveit

Anne Heggtveit (Rockliffe park, Ottawa, 11 januari 1939) is een Canadese oud-alpineskiester.
Heggtveit nam tweemaal deel aan de Olympische Winterspelen (in 1956 en 1960), welke tevens als Wereldkampioenschappen alpineskiën golden.
Tijdens de Winterspelen van 1960 werd ze olympisch kampioene en wereldkampioene op de slalom en op de combinatie werd ze alleen wereldkampioene. Dit was de enige alpineskidiscipline die niet als olympische wedstrijd gold. De gouden olympische medaille op de slalom was het eerste Canadese goud in het alpineskiën.

## Kampioenschappen
| Jaar | Resultaat | Discipline   | Kampioenschap                         |
| ---- | --------- | ------------ | ------------------------------------- |
| 1956 | 22e       | afdaling     | OS/WK Oslo (Noorwegen)                |
|      | 29e       | reuzenslalom |                                       |
|      | 30e       | slalom       |                                       |
| 1958 | 6e        | combinatie   | WK Bad Gastein (Oostenrijk)           |
| 1960 | Goud      | slalom       | OS/WK Squaw Valley (Verenigde Staten) |
|      | 12e       | reuzenslalom | OS/WK                                 |
|      | 12e       | slalom       | OS/WK                                 |
|      | Goud      | combinatie   | WK                                    |